# Phalonidia contractana
Phalonidia contractana es una especie de polilla del género Phalonidia, categorizada en la tribu Cochylini, de la subfamilia Tortricinae.

## Distribución
Se distribuye por Europa: Italia, en la localidad de Narni.

## Taxonomía
Fue descrita por Zeller en 1847.
Tratamiento taxonómico
La especie aparece registrada y publicada en Isis von Oken (Leipzig) 1847 (10): 744.